# Frances Farrand Dodge
Frances Farrand Dodge (* 22. November 1878 in Lansing, Michigan, Vereinigte Staaten; † 12. Januar 1969 in Deep Water Point, Maryland, Vereinigte Staaten) war eine amerikanische Malerin. Sie war für Landschafts- und Porträtgemälde, Radierungen und Illustrationen bekannt.

## Leben und Werk
Dodge war die Tochter von Hart A. Farrand und Effie Ann Shank. Nach ihrem Abschluss im Jahr 1898 an der Central High School in Lansing studierte sie anschließend an der Michigan State University, der Syracuse University, der Art Students League of New York und dem Pratt Institute in Brooklyn. Sie erhielt eine spezielle Ausbildung in Aquarellmalerei in Chicago, bei Joseph Pennell in Radierung in New York City und bei Frank Duveneck in Porträt- und Ölmalerei in Cincinnati.
1907 heiratete sie Arthur C. Dodge. Sie lebte mit ihrem Ehemann in zahlreichen Städten in den USA, darunter in Cincinnati, etwa 10 Jahre lang in Chicago, in St. Paul und in New York City. Sie und ihr Mann waren stets Teilnehmer der künstlerischen Bewegung der Gebiete, in denen sie lebten, und Gründungsmitglieder der Akademie der Künste in Easton (Maryland). Sie war bekannt in der Aquarellmalerei und wurde im Who’s Who der American Watercolourists aufgeführt.
Sie hatte zahlreiche Einzelausstellungen, darunter in Cincinnati und Chicago. Ihre Arbeiten wurden im März 1964 an der Academy of Arts in Easton und im Mai 1964 von der Association of Chicago Painters and Sculptors in den Chicago Galleries ausgestellt. In Lansing präsentierte 2011 das Women’s Historical Center and Hall of Fame ihre Werke in Selected Works from the Michigan Women’s Historical Center Art Collection. Das Olivet College in Michigan zeigte 2014 ihre Werke in einer Ausstellung übersehener Malerinnen mit dem Titel Beautiful Things: Still Life Paintings by American Women 1880–1940.
Als Ehrenmitglied auf Lebenszeit der Art Students League of New York war sie Mitglied der Society of Etchers in Chicago und in Dayton, des Women’s Art Club of Cincinnati und des Baltimore Watercolour Club. Sie war Mitglied der National Association of Women Artists, der Chicago Galleries Association und der Association of Chicago Painters and Sculptors.
Nachdem sie mehrere Jahre lang an einer Herzerkrankung gelitten hatte, starb sie 1969 im Alter von 90 Jahren in ihrem Haus in Deep Water Point.
Ihre Werke befinden sich in Privatsammlungen und im Smithsonian American Art Museum, im Mobile Museum of Art, im University of Nebraska State Museum, im Cincinnati Art Museum, im Academy Art Museum in Easton und in den Cincinnati Art Galleries.